# Теоремы Клиффорда
Теоремы Клиффорда, названные именем английского геометра Уильяма Кингдона Клиффорда, — это последовательность теорем о пересечении окружностей.

## Утверждения теорем
Первая теорема рассматривает любые четыре окружности, проходящие через общую точку M, а в остальном находящиеся в общем положении, это значит, что имеется шесть дополнительных точек пересечения этих окружностей, и пусть никакие три из этих точек пересечения не коллинеарны. Любой набор из трёх этих окружностей имеют три точки пересечения (кроме общей точки) и (при предположении о неколлинеарности) существует окружность, проходящая через эти три точки. Получаем другой набор из четырёх окружностей и теорема утверждает, что эти окружности, подобно исходному набору, проходят через общую точку P (в общем случае не совпадающую с M).
Вторая теорема рассматривает пять окружностей в общем положении, проходящих через общую точку M.  Каждые четыре окружности определяют новую точку P согласно первой теореме. Тогда эти пять точек лежат на одной окружности C.
Третья теорема рассматривает шесть окружностей в общей позиции, проходящих через общую  точку M.  Согласно второй теореме каждый набор из пяти окружностей определяет новую окружность. Эти шесть окружностей C имеют общую точку пересечения.
Последовательность теорем можно продолжать бесконечно.